# Chaceus motiloni
Chaceus motiloni е вид десетоног ракообразен организъм от семейство Pseudothelphusidae.

## Разпространение и местообитание
Видът е разпространен във Венецуела.
Обитава сладководни басейни, реки и потоци.